# Ljubov' Vasil'eva
Ljubov' Jur'evna Vasil'eva (in russo Любовь Юрьевна Васильева?; Sinegor'e, 24 maggio 1967) è una fondista e biatleta russa ipovedente, che ha rappresentato la Russia alle Paralimpiadi nel 2006 e nel 2010, conquistando in totale nove medaglie, di cui tre medaglie d'oro solo al suo debutto nelle gare di sci di fondo durante le Paralimpiadi invernali del 2006 a Torino..

## Biografia
Il 26 marzo 2010, con il decreto presidenziale n. 373, Vasil'eva è stata insignita dell'Ordine d'onore "per il suo grande contributo allo sviluppo della cultura fisica e dello sport, alti risultati sportivi ai X Giochi paralimpici invernali 2010 a Vancouver (Canada)"

## Carriera
Ljubov' Vasil'eva ha fatto parte della delegazione russa alle Paralimpiadi invernali del 2006, competizione che l'ha vista vincere tre medaglie d'oro e una medaglia di bronzo nello sci di fondo.
Alle Paralimpiadi invernali del 2010 ha conquistato cinque medaglie, tra cui un oro, un argento e un bronzo nello sci di fondo e due argenti nel biathlon.

## Palmarès

### Paralimpiadi
Sci nordico
- 7 medaglie:
  - 4 ori (10 km, 15 km e staffetta aperta 3x2,5 km a Torino 2006; 3x2,5 km a Vancouver 2010)
  - 1 argento (15 km a Vancouver 2010)
  - 2 bronzi (5 km a Torino 2006; 1 km sprint a Vancouver 2010)

Biathlon
- 2 medaglie:
  - 2 argenti (12,5 km individuale e 3 km inseguimento a Vancouver 2010)